# Trihidroxibenzeni
Trihidroxibenzenii sunt compuși aromatici și de asemenea polifenoli, în care nucleul aromatic de benzen este trisubstituit de către trei grupări hidroxil.
| Pirogalol         | Hidroxichinol     | Floroglucină      |
| ----------------- | ----------------- | ----------------- |
| 1,2,3-benzentriol | 1,2,4-benzentriol | 1,3,5-benzentriol |
|                   |                   |                   |